# Tellima glabra
Tellima glabra là một loài thực vật có hoa trong họ Saxifragaceae. Loài này được (Nutt.) Steud. miêu tả khoa học đầu tiên năm 1841.